# Álvaro Cardoso
Pour les articles homonymes, voir Cardoso.
Álvaro Cardoso da Silva est un footballeur portugais né le 14 janvier 1914 à Setúbal et mort le 12 mai 2004. Il évoluait au poste de milieu de terrain.

## Biographie

### En club
Álvaro Cardoso joue dans deux clubs au cours de sa carrière, défendant les couleurs du Vitória Setúbal et du Sporting Portugal.

### En équipe nationale
International portugais, il reçoit 13 sélections en équipe du Portugal entre 1941 et 1947, sans inscrire de but,.
Il joue son premier match en équipe nationale en tant que capitaine le 25 mai 1947 en amical contre l'Angleterre (défaite 0-10 à Oeiras). C'est la plus lourde défaite de l'équipe nationale portugaise de son histoire.
Il est capitaine à 10 reprises au total.
Son dernier match a lieu le 12 mai 1947 contre l'Espagne (match nul 2-2 à Lisbonne).

## Palmarès
Avec le Sporting Portugal :
- Champion du Portugal en 1941, 1944, 1947 et 1948
- Vainqueur de la Coupe du Portugal en 1938, 1941, 1945, 1946 et 1948